# 日本海洋技術専門学校
日本海洋技術専門学校（にほんかいようぎじゅつせんもんがっこう、英: Japan Marine Technical School、愛称：マリンテクノ）は、広島県尾道市にあった一般財団法人尾道海技学院が運営していた日本初の海洋技術の専門学校。「海で働くスペシャリスト」を養成することを目的とする。1986年開校。2016年閉校。略称はJMTS。

## 概要
日本海洋技術専門学校とは、日本で唯一の船員を養成する第一種養成施設に指定された私立専修学校であった。

## 沿革
- 1986年（昭和61年）4月 - 専修学校日本海洋技術専門学校（総合海洋技術学科）開校
- 2009年（平成21年）7月 - 六級海技士（航海）第一種養成施設として登録を受ける
- 2013年（平成25年）4月 - 生徒募集を中止、一部学科のみ募集
- 2016年（平成25年）12月 - 閉校[1]

閉校後は一般財団法人尾道海技学院に対応を引き継ぎされた

## 六級海技士(航海) 第一種養成施設 短期養成科
海技士を持たない未経験の社会人や高等学校を卒業した方を対象に、航海士や船長となるために必要な教育を行う学科である。通常の入学方法とは異なり卒業しても専門士の取得は出来ないので専門学校卒業にはならない。

### 取得出来る資格
- 六級海技士（航海）養成施設修了証明書
- 海技免許講習修了証明書
- 第二級海上特殊無線技士（希望者のみ）
- 認定申請により丙種甲板部航海当直部員

## 設置学科
- ダイビング学科
- 海洋技術学科
- 海洋デュアルシステム学科
  - 1年制資格専攻
  - 2年制特別専攻
- 海洋技術研究科

## 宿泊施設

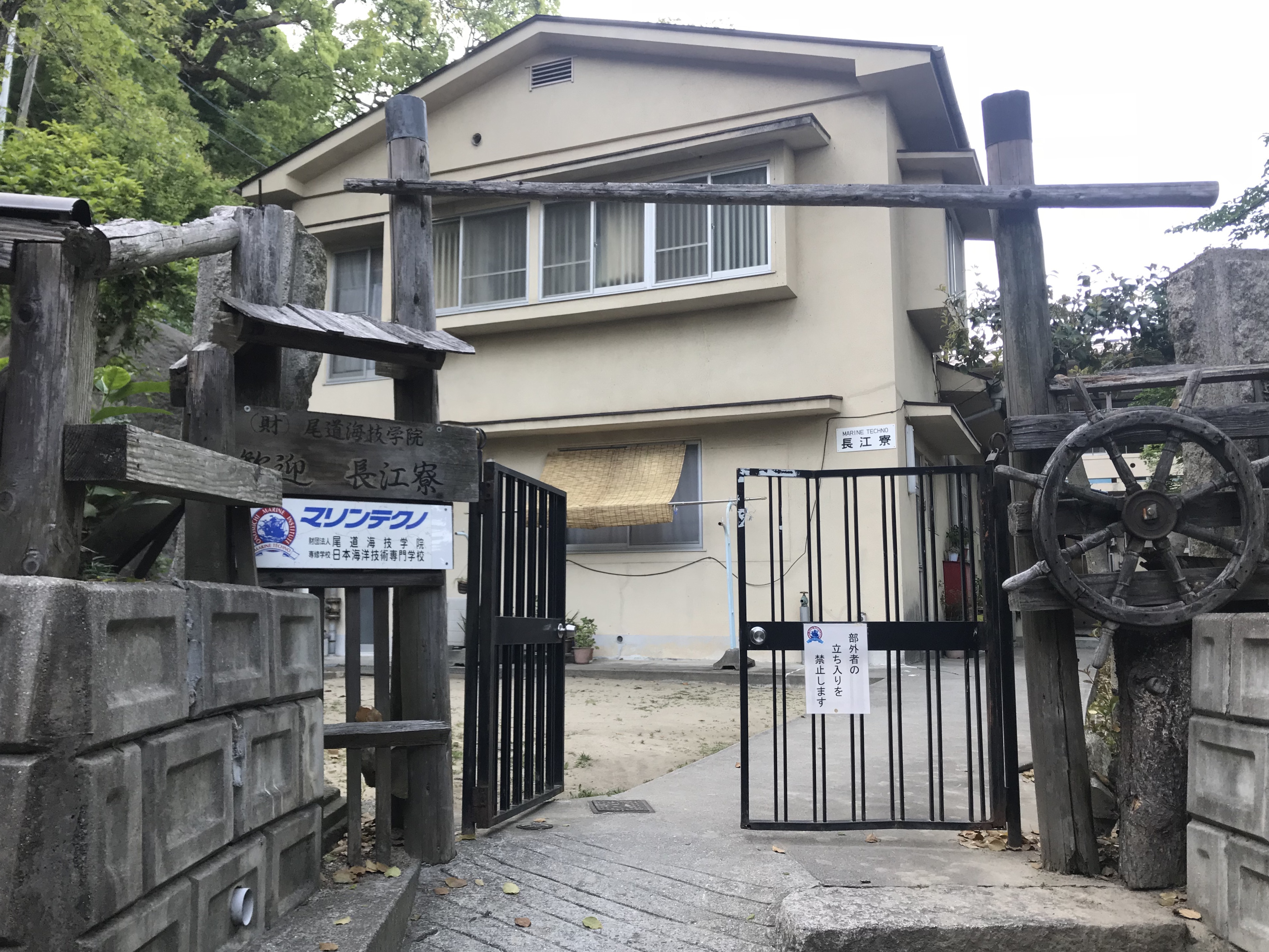
男子寮

- 男子寮（男性専用） - 〒722-0046 広島県尾道市長江1丁目3番24号